# Филлипс, Дэвид Брэд
Дэвид Брэд Филлипс (англ. David Brad Phillips, род. 28 октября 1977, Пукекохе) — новозеландский гимнаст, бронзовый призёр Игр Содружества 1998 года в вольных упражнениях, один из немногих гимнастов Новой Зеландии, удостаивавшихся наград на международном уровне. Выступал на летних Олимпийских играх 2000 года в Сиднее в квалификации.